# 테오도로 코트라우
테오도로 코트라우(이탈리아어: Teodoro Cottrau, 1827년 12월 7일~1879년 3월 30일)는 이탈리아의 작곡가, 작사가, 출판인, 언론인, 정치인이다. 그는 전통적인 나폴리 민요를 전문으로 작곡했다.
그의 대표곡인 《산타 루치아》 편곡은 1850년에 공개되었고 후에 엔리코 카루소와 엘비스 프레슬리 등이 녹음하기도 했다.
코트라우는 프랑스의 작곡가이자 음악학자인 기욤 루이 코트라우의 아들이다.